# アルマニャック派
アルマニャック派（仏：Armagnacs）は、かつて百年戦争期のフランスに存在した派閥である。ガリカニスムを謳い、それと反対するブルゴーニュ派とフランスの主導権を巡り争った。
始めオルレアン公シャルル・ド・ヴァロワの爵位からオルレアン派と呼ばれたが、中心人物のアルマニャック伯ベルナール7世の爵位から取って改名された。

## 経過

### 起源
1380年9月にシャルル5世が崩御した後、11歳のシャルル6世（狂気王）のおじ達は、1380年11月30日に、協同統治の盟約を結んだ。そのうち、ブルゴーニュ公ジャン1世（無怖公）がフランス国政に影響力を持つようになった。
1388年、シャルル6世は親政を執り、ジャン無怖公に対抗すべく、旧臣や弟のオルレアン公ルイを重用したため、無怖公と対立した。ところが、その矢先に1392年8月5日に精神障害（ガラス妄想）の発作を起こして以降、1400年頃までに統治が不可能になった。オルレアン公ルイは、国王の代弁者となった王妃イザボーと愛人関係になった。1407年、ついにオルレアン公ルイは、ジャン無怖公率いるブルゴーニュ派に暗殺された。再びブルゴーニュ派が権力を持つが、イザボー王妃がジャン無怖公と愛人関係になったとする説もある。
ブルゴーニュ派に反発した貴族が1410年にベリー公ジャン1世（シャルル6世とオルレアン公の叔父）の呼びかけに応じてジアン同盟を結成した。やがてオルレアン公の息子で後を継いだシャルルの舅であるアルマニャック伯が実権を握り、他の貴族と共にブルゴーニュ派と軍事衝突していった。
主要メンバーはベリー公と姻戚関係にある王族・貴族がほとんどで、オルレアン公を盟主としてベリー公の2人の婿であるアルマニャック伯（長女ボンヌの夫）・ブルボン公ジャン1世（次女マリーの夫）、ブルターニュ公ジャン5世と妹マリーの夫で王族のアランソン公ジャン1世、ブルボン公の長男でベリー公の外孫でもあるクレルモン伯シャルル（後のシャルル1世）が同盟を締結した。

### フランス王国の主導権争い
両派の内戦は1411年7月から始まり一進一退だったが、状況を有利にするために両派はイングランドの支援を求めていた。先にイングランドと交渉していたブルゴーニュ派が10月にイングランドの援軍2000人を得て首都パリを奪ったが、翌1412年1月にイングランドで政変が起こり方針転換、それにより5月にアルマニャック派とイングランドの同盟が成立、ブルゴーニュ派は排除された。
しかし両派とも内戦に疲れ8月に和睦、イングランドは一方的に同盟を破られる形になり、8月から11月にフランスへ派兵した4000人の兵も撤収せざるを得なかった。
1413年、パリで親ブルゴーニュ派の屠殺業者シモン・カボシュ（シモン・ル・クートリエ）が市民を扇動してアルマニャック派と見られた官僚達を虐殺（カボシュの反乱）、憤慨したシャルル6世とルイ王太子ら宮廷派はアルマニャック派に助けを求めた。
これに応じたアルマニャック派は8月に暴徒を鎮圧し無怖公らブルゴーニュ派はパリを脱出した。こうして宮廷を掌握したアルマニャック派だったが、1415年にフランス遠征を開始したイングランド王ヘンリー5世を撃破しようとしてアジャンクールの戦いで大敗、アランソン公は戦死、オルレアン公とブルボン公は捕虜となり、ブルターニュ公も弟アルテュール・ド・リッシュモンが捕らえられイングランドに反抗出来なくなり、アルマニャック派は大打撃を受けた。
同年と翌1416年に王太子とベリー公も死去、1417年から行われたヘンリー5世のフランス征服にもアルマニャック派はなす術が無かった。1418年にブルゴーニュ派が扇動したパリ市民の再度の暴動でアルマニャック伯は殺され、パリは再びブルゴーニュ派が制圧した。
だがこの頃になると、イングランドの勢力拡大に不安を感じた無怖公がアルマニャック派との和睦に動き出すが、新たに盟主となったシャルル王太子（後のシャルル7世）らアルマニャック派は1419年に無怖公を暗殺したため、息子のフィリップ3世（善良公）とイングランドが同盟を結び、1420年のトロワ条約で将来のイングランド・フランス二重王国樹立が約束され、王太子は継承権を否定されるまでになってしまった。
已む無くアルマニャック派はブールジュを中心としたフランス南部でイングランドに抵抗するが、1422年にヘンリー5世・シャルル6世亡き後に即位したヘンリー6世の叔父ベッドフォード公ジョンを中心としたイングランド軍に押されていった。そうした中でも王太子の姑ヨランド・ダラゴンがブルゴーニュ派との和睦に取り組み、1424年にブルターニュ公も交えて善良公と王太子の休戦協定を結んだ。
更にヨランドは計画を一層推し進め、翌1425年にイングランドから解放されたリッシュモンをフランス元帥に就任させ、無怖公の暗殺者などアルマニャック派強硬派を排除、宮廷を善良公との融和に近付けた。

### ブルゴーニュ派との和睦
交渉は順調に進むかに見えたが、リッシュモンがあまりに直情径行だったため王太子に遠ざけられ、代わりにジョルジュ・ド・ラ・トレモイユが重用されるに伴いブルターニュ公がフランスから離れ、ブルゴーニュ派との交渉も中断され、リッシュモンとラ・トレモイユとの私戦が起こりアルマニャック派は内乱で分裂した。
1429年にジャンヌ・ダルクがオルレアン包囲戦に勝利すると、リッシュモンは宮廷の反対を押し切りジャンヌに加勢してパテーの戦いでイングランド軍に勝利したが、宮廷の反感が強く再び遠ざけられ、シャルル7世の戴冠式で彼の正統性が認められても戦線は膠着していた。
だが、1431年にブルターニュ公が政略結婚でフランス側に戻り、1432年にリッシュモンがヨランドの要請で宮廷へ復帰、翌1433年にラ・トレモイユがリッシュモンらのクーデターで宮廷から追放されると、リッシュモンが中心となりアルマニャック派とブルゴーニュ派の交渉が再開、進展していった。
1434年12月から翌1435年2月にヌヴェールでリッシュモンは善良公との交渉を取りまとめ、7月にイングランドも交えた和睦交渉に参加した。途中でイングランドが離脱したため、フランスとブルゴーニュはヌヴェールの協定を元にして和睦条件を決め、9月21日にアラスの和約が締結されアルマニャック派とブルゴーニュ派の対立は解消、善良公はイングランドと手を切りフランスと結ぶことになった。
和約はシャルル7世が善良公に無怖公暗殺事件を謝罪、善良公のフランスへの臣従免除、フランスの土地をいくつか善良公へ分割するなどシャルル7世が代償を払う項目が多かったが、これにより派閥抗争は無くなり、宮廷はリッシュモンの下でまとめられた。以後、リッシュモンはフランス軍を動員し、1436年のパリ奪回を皮切りにイングランドの反撃を進めていった。